# Antas
Antas község Spanyolországban, Almería tartományban. Lakosainak száma 3450 fő (2024).

## Földrajza
Antas Huércal-Overa, Cuevas del Almanzora, Vera, Los Gallardos, Bédar, Zurgena és Lubrín községekkel határos.

## Népesség
A település lakosságának változását az alábbi diagram mutatja:
| Lakosok száma | 2844 | 3101 | 3157 | 3403 | 3375 | 3161 | 3159 | 3182 | 3355 | 3450 |
|               | 2001 | 2004 | 2006 | 2009 | 2011 | 2014 | 2016 | 2019 | 2021 | 2024 |